# Route nationale 576 (Belgique)
 (avril 2020).
Si vous disposez d'ouvrages ou d'articles de référence ou si vous connaissez des sites web de qualité traitant du thème abordé ici, merci de compléter l'article en donnant les références utiles à sa vérifiabilité et en les liant à la section « Notes et références ».
Pour les articles homonymes, voir Route nationale 576 (homonymie).
La route nationale 576 est une route nationale de Belgique de 5,3 kilomètres qui relie Châtelet à Couillet.

## Historique
Initialement la N576 reliait Châtelet à Couillet par le tronçon actuel de la N576a, à la suite de l'inauguration de la liaison entre le R3 et le R53 en 2006 le tronçon entre le R53 et Carolo béton est renuméroté en N576a. 

## Description du tracé

### Communes sur le parcours
- Région wallonne
  -  Province de Hainaut
    - Châtelet
    - Couillet

Pour les articles homonymes, voir Route nationale 576a.
La route nationale 576a est une route nationale de Belgique de 1,5 kilomètre qui relie le Boulevard du Périphérique à Châtelet R53 à la  à Châtelet.

## Historique
Initialement la N576a reliait Châtelet à Couillet sous le numéro N576, à la suite de l'inauguration de la liaison entre le  et le R53 en 2006 le tronçon entre le R53 et Carolo béton est renuméroté en N576a. 

## Description du tracé

### Communes sur le parcours
- Région wallonne
  -  Province de Hainaut
    - Châtelet